# 勤労の義務
勤労の義務（きんろうのぎむ）または労働の義務（ろうどうのぎむ）とは、憲法典に定められた勤労および労働に関する義務規定である。

## 概要
社会主義国だけでなく資本主義国の憲法典にも存在する場合がある義務規定である。しかし社会主義国と資本主義国の規定の意味は違いがある。資本主義社会では、労働は倫理的性格の活動ではなく、労働者の生存を維持するためにやむをえなく行われる苦痛に満ちたものである。ヨーロッパに属する諸国では、16世紀における宗教改革の影響があり、「労働は神聖なもの」「働くことは神のご意志」とされていて、労働しない者は神や国家に反逆するもの（国家反逆）とされていた。
法学者でなく経済学者の話ではあるが、井手英策は先進国において労働の義務を規定する国の例は珍しくないが、勤労の義務を規定する国の例は日本と大韓民国（韓国）ぐらいで限定的ではないかと推測している。「勤労」とは『太祖実録』『世宗実録』などの朝鮮王朝の実録でも使われていた朝鮮地域で古くから使われてきた言葉で、戦後直後の日本国憲法改正時に革新派である日本社会党所属の森戸辰男による証言によると、日本の戦中にもてはやされた言葉で、天皇に奉仕する特別の意味があるとする。
労働の義務を規定する社会主義国からはソビエト社会主義共和国連邦のスターリン憲法、朝鮮民主主義人民共和国の朝鮮民主主義人民共和国社会主義憲法を、同じ規定の資本主義国からはヴァイマル共和政時代のドイツのドイツ国憲法（通称ヴァイマル憲法、ワイマール憲法。独：Die Verfassung des Deutschen Reichs）、そして勤労の義務を規定する日本国憲法、大韓民国憲法を取り上げる。

## 労働の義務の例

### 社会主義国の憲法の例

#### ソビエト社会主義共和国連邦憲法
たとえば、1936年制定のソビエト社会主義共和国連邦憲法、通称スターリン憲法の第12条に義務規定が定められている。

#### 朝鮮民主主義人民共和国社会主義憲法
朝鮮民主主義人民共和国社会主義憲法では、労働は富の財源との意味合いから「神聖な義務」として規定されている。この義務は強制労働を意味するものではない。

### 資本主義国の憲法の例

#### ヴァイマル憲法
1919年制定のドイツのヴァイマル憲法（ワイマール憲法とも表記される）では第163条第1項に倫理的義務として規定されている。倫理的義務としたのはヴァイマル共和国での労働があたかも社会主義的労働であるかのような一種のデマを一般化すること、一定のイデオロギー的必要に基づくもので、ストライキおよびストライキをする労働者に対する批難の宣言であった。

## 勤労の義務の例

### 日本国憲法
日本国憲法においては日本国憲法第27条第1項に勤労の権利と並んで置かれた義務規定であり、教育・納税と並ぶ日本国民の三大義務とされているものである。なお、日本国憲法の改正前の憲法、いわゆる大日本帝国憲法(明治憲法)にはこの規定はない。
この規定の由来については諸説ある。

#### 報徳思想説
元農林大臣の石黒忠篤や代議士の竹山祐太郎が、二宮尊徳の「報徳思想」の精神に則って、日本国民が自らの勤労の力で太平洋戦争で荒廃した祖国を再建させてゆこうという発想から提案されたものだと言われている。

#### 八木秀次の日本社会党修正説

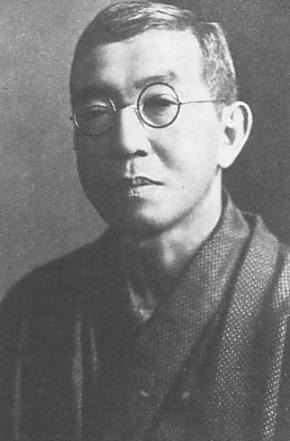
高野岩三郎

1946年（昭和21年）6月20日からの帝国議会の修正審議において、当時の日本社会党が高野岩三郎（戦後初代NHK会長）らの憲法研究会の憲法草案要綱を参考に提案してこの義務が追加された。その憲法草案はGHQ民政局の憲法草案起草スタッフにも注目されるものであった。この草案中に「国民ハ労働ノ義務ヲ有ス（原文）」との条文がある。憲法研究会の中心メンバーにはマルクス主義をとる憲法学者、鈴木安蔵がいて、法学者の八木秀次によるとこの憲法草案を作成するにあたって1936年制定のスターリン憲法（ソビエト社会主義共和国連邦憲法）を参照したのではないかとしている。政府案と日本社会党の修正提案、現行憲法条文は次の通りである。
政府案
日本社会党修正提案
日本国憲法第27条
解釈と意見
この規定について法学者で憲法を専攻している宮沢俊義は「日本国憲法の場合はソ連やその諸国のような社会主義体制をとるものではないからそれらの国々が定める勤労の義務の性質とはおのずと違うであろうが、全ての国民は働いて生活をすることを原則とすることにおいてはそれらの諸国と同じである。」「ただ、私有財産制を認め（日本国憲法第29条）、かつ職業選択の自由を認めている（日本国憲法第22条）。よって不労所得生活も十分可能となる。しかし、憲法の精神からいえば、生活するために勤労する必要がない人も、勤労に従事し、それによって得られる所得を社会国家的施策のために提供するという心構えは当然に要請されるであろう。」としている。実際、7月30日第90回帝国議会衆議院第5回帝国憲法改正小委員会にて日本社会党の鈴木義男は「勤労ノ義務ハ道徳的義務トシテ置ク外ナイ」と説明している。
以上の経緯から、労働権の保障と対応して、憲法の規定は一種の精神的・倫理的なものにとどまると解するべきである。
なお、職業安定法による失業対策自体は、雇用を生み出しているのではないため、不景気の際には雇用を生み出す施策を講じる事も求められる。
現実的に働いていない者の中から働きたくても働けない者を選別するのは簡単なものではないために、ベーシックインカムの議論も生まれている。
この規定は、立法によって国民へのあらゆる強制労働を許容するものではなく（日本国憲法第18条）、違反者に対する具体的な罰則を課するよう立法や行政に義務付ける性質のものでもない。また、不動産収入などの不労所得や金利生活者の存在を認めないものではない。ただ、宮沢俊義は「それを不労所得を生活の根拠にまで濫用することが許されるなら憲法の建前とする『社会国家の理念』は、空文に帰してしまう。」「ほかの人の生存権（日本国憲法第25条）を保障する目的のために、そのかぎりで私有財産制に対してなんらかの制限を加えることも、当然許されると見るべきであろう。」としていて、我が国の伝統精神である「勤勉の精神」ではないとしている。日本国憲法下の自由主義・資本主義体制でも解釈と運用の仕方によっては社会主義の理想は十分実現できると理解している。
そもそも自由主義を掲げる国の憲法に「勤労の義務」を規定することはふさわしくないとの意見もある。「納税の義務（日本国憲法第30条）」を規定していれば「勤勉の精神」は十分確保できるものであるとしている。

#### 江橋崇の革新派と保守派合流説
保守派が主張した案で、ポツダム宣言に基づく陸海軍の解体に伴い廃止が当然視された大日本帝国憲法第20条「兵役の義務」の代わりとして、国家に尽くすための公務に参加する義務。改革派案（日本社会党修正案）と保守派案（国家主義的ボランタリズム）との異質なものが合流して「勤労の義務」が定められたとしている。議事録をみると労働や勤労に関する義務の挿入に反対していた党派はなかった。井手英策は当時の日本人の価値観は勤労の義務を果たした人だけが生存権を保障されるとしている。

### 大韓民国憲法
現行憲法（第六共和国憲法）では第32条第2項に定められている。